# Бикова Ольга Василівна
Ольга Василівна Бикова (17 грудня 1922, місто Тирасполь, тепер Придністров'я, Молдова — ?) — молдавська радянська діячка, міністр соціального забезпечення Молдавської РСР. Член Ревізійної комісії КП Молдавії в 1954—1956 роках. Член ЦК КП Молдавії в 1963—1976 роках. Кандидат у члени ЦК КП Молдавії в 1976—1986 роках. Депутат Верховної Ради Молдавської РСР 6—11-го скликань.

## Біографія
Народилася в родині військовослужбовця.
У 1941 році — завідувач навчальної частини Сторожинецького міського Палацу піонерів Чернівецької області.
З 1941 року працювала в Курському обласному управлінні НКВС СРСР.
У 1943—1945 роках — секретар Бузулуцького міського комітету ВЛКСМ Чкаловської області.
Член ВКП(б) з 1945 року.
З 1945 року — секретар Сороцького повітового комітету ЛКСМ Молдавії; секретар Оргіївського повітового комітету ЛКСМ Молдавії.
У 1950 році закінчила Республіканську партійну школу в Кишиневі.
У 1950—1952 роках — відповідальний працівник апарату ЦК КП(б) Молдавії.
У 1952—1957 роках — секретар ЦК ЛКСМ Молдавії.
У 1957—1959 роках — секретар, 2-й секретар Красноармійського районного комітету КП Молдавії міста Кишинева.
У 1958 році закінчила заочно Кишинівський державний педагогічний інститут імені Крянге.
У 1959—1962 роках — заступник завідувача відділу адміністративних і торгово-фінансових органів ЦК КП Молдавії.
17 листопада 1962 — 2 грудня 1985 року — міністр соціального забезпечення Молдавської РСР.
З грудня 1985 року — персональний пенсіонер.

## Нагороди
- два ордени Трудового Червоного Прапора
- орден Дружби народів
- орден «Знак Пошани»
- медалі